# Aleksiej Rozanow
Aleksiej Michajłowicz Rozanow (ros. Алексей Михайлович Розанов, ur. 1900 w Niżnym Nowogrodzie, zm. 23 lutego 1939) – funkcjonariusz radzieckich służb specjalnych, porucznik bezpieczeństwa państwowego.

## Życiorys
Od 1913 do maja 1918 kształcił się w szkole mechaniczno-technicznej w Niżnym Nowogrodzie, od grudnia 1918 do stycznia 1919 służył w wojskach Czeki w Niżnym Nowogrodzie, od stycznia do czerwca 1919 pracował w gubernialnym Sownarchozie w Niżnym Nowogrodzie. Od lutego 1919 należał do RKP(b), od czerwca 1919 do marca 1924 był pracownikiem politycznym w Armii Czerwonej, od marca 1924 do marca 1925 był śledczym ludowym sądu gubernialnego w Niżnym Nowogrodzie, a od kwietnia 1925 do lutego 1927 sędzią ludowym rejonu 3 Szaria w guberni niżnonowogrodzkiej. Następnie pracował w organach GPU jako pomocnik pełnomocnika, później pełnomocnik Wydziału Ekonomicznego Niżnonowogrodzkiego Gubernialnego Oddziału GPU/Pełnomocnego Przedstawicielstwa OGPU na Kraj Niżnonowogrodzki, od sierpnia 1930 do września 1933 był szefem Oddziału 3 Wydziału Ekonomicznego Pełnomocnego Przedstawicielstwa OGPU na Kraj Niżnonowogrodzki/Gorkowski. Od września 1933 do lutego 1937 był szefem Inspekcji Rezerw Pełnomocnego Przedstawicielstwa OGPU/Wydziału Rezerw Zarządu NKWD na Kraj Gorkowski/Obwód Gorkowski, od 3 lutego 1937 w stopniu porucznika bezpieczeństwa państwowego, a od 16 lutego 1937 do 10 lipca 1938 ludowym komisarzem spraw wewnętrznych Czuwaskiej ASRR. Był deputowanym do Rady Najwyższej ZSRR 1 kadencji.
W lipcu 1938 został aresztowany, następnie skazany na śmierć i rozstrzelany.